# پیسا
پیسا (به لاتین: Pissa) یک رود در روسیه است که در استان کالینینگراد واقع شده‌است.